# Luiz Carlos Nascimento Júnior
Luiz Carlos Nascimento Júnior, meglio noto come Luizão (Vargem Alta, 3 gennaio 1987), è un calciatore brasiliano, difensore del Noroeste.